# Castle Rock, Washington
Castle Rock är en ort i Cowlitz County i delstaten Washington, USA.